# Sausatatar
Sausatatar (Saukshatr = fill del bon governant) va ser rei de Mitanni cap a la meitat del segle xv aC, i se'l suposa successor de Parsatatar.
Durant el seu regnat Egipte es va retirar de la zona, i li va donar la oportunitat d'expandir el seu regne sobre una gran part de Síria. Va dirigir-se al nord de Mesopotàmia, va envair Assíria, i va saquejar Assur en algun moment no ben establert (potser circa el 1440 aC) i va capturar les portes de plata i or del palau reial que es va emportar a Washukanni, segons explica un tractat posterior entre el rei hitita Subiluliuma I i el rei Mattiwaza. Després del saqueig, Assíria va quedar sota reis nadius però era un estat vassall i va haver de pagar tribut fins al temps d'Aixurubal·lit I (a la meitat del segle xiv aC). Va seguir les seves conquestes a través de Síria dirigint-se cap al nord, i va arribar al límit de les terres hitites. Amb Egipte es van mantenir bones relacions.
Arrapha (Arrapkha), Iamkhad i Nuzi van quedar annexionades al regne de Mitanni probablement durant el seu regnat. El palau del governador d'Arrapha (un príncep hurrita) es va excavar al segle xx. El segell del rei mostra herois i genis alats combatent contra lleons i altres animals i un sol amb ales. L'estil de moltes figures distribuïdes per tot l'espai hàbil és típic dels segells hurrites. Un segell posterior, trobat a Alalakh, mostra un estil més acadià.
El va succeir Artatama I.